# Apostolisch visitator
Een apostolisch visitator is een door de paus aangestelde speciale gezant die als apostolisch diplomaat de taak heeft een bepaalde kwestie nader te onderzoeken. Vaak gaat het daarbij om conflicten of misstanden. Zo was er in de ophef van de Gulpense deken Joep Haffmans sprake van dat de paus een apostolisch visitator zou aanstellen. Soms ook heeft de apostolisch visitator tot taak om de stand van zaken in een bepaalde kerkprovincie te onderzoeken en naar bevind van zaken te rapporteren aan de paus. 
Zo werd Angelo Roncalli, de latere paus Johannes XXIII, in 1925 apostolisch visitator in Bulgarije met als opdracht de staat van de katholieke kerk aldaar te onderzoeken. 
In 2009 zond Benedictus XVI een apostolisch visitator naar de Legionairs van Christus. Na onthullingen over de seksuele uitspattingen van de stichter van deze congregatie, Marcial Maciel, en het wanbeheer van de congregatie werd Velasio De Paolis door de paus als visitator aangewezen.

## In protestantse gemeenten
Visitatoren leggen bezoeken af na overleg met gemeenten. Zie hiervoor Classis.